# Robert L. Bratton
Robert L. Bratton (* 26. September 1918; † 29. April 2008 in Santa Clara, Kalifornien) war ein US-amerikanischer Tontechniker.

## Leben
Bratton begann seine Karriere Mitte der 1950er Jahre und hatte sein Spielfilmdebüt 1954 mit Anthony Manns Filmbiografie Die Glenn Miller Story. Er arbeitete sowohl an der Abbott-und-Costello-Komödie Abbott und Costello als Gangsterschreck als auch an Fireman Save My Child. Die ursprünglich als Abbott-und-Costello-Vehikel geplante Komödie musste aufgrund einer plötzlichen Erkrankung Lou Costellos umbesetzt werden. 1958 wirkte Bratton an Orson Welles Im Zeichen des Bösen mit.
1964 war er für Der Kommodore für den Oscar in der erstmals verliehenen Kategorie Beste Toneffekte nominiert, die Auszeichnung ging jedoch an Walter Elliott für Eine total, total verrückte Welt. Im darauf folgenden Jahr war er für Ein tollkühner Draufgänger erneut für den Toneffekte-Oscar nominiert, unterlag diesmal Norman Wanstall (James Bond 007 – Goldfinger).
Bratton zog sich 1964 aus dem Filmgeschäft zurück. Er starb 2008 im Alter von 89 Jahren in Santa Clara, Kalifornien.

## Filmografie (Auswahl)
- 1954: Die Glenn Miller Story (The Glenn Miller Story)
- 1954: Gewehre für Bengali (Bengal Brigade)
- 1955: Abbott und Costello als Gangsterschreck (Abbott and Costello Meet the Keystone Kops)
- 1956: Das Ungeheuer ist unter uns (The Creature Walks Among Us)
- 1957: Das Geheimnis des steinernen Monsters (The Monolith Monsters)
- 1957: Der Mann mit den 1000 Gesichtern (Man of a Thousand Faces)
- 1957: Mein Mann Gottfried (My Man Godfrey)
- 1958: Im Zeichen des Bösen (Touch of Evil)
- 1963: Der Kommodore (A Gathering of Eagles)
- 1964: Ein tollkühner Draufgänger (The Lively Set)

## Auszeichnungen
- 1964: Oscar-Nominierung in der Kategorie Beste Toneffekte für Der Kommodore
- 1965: Oscar-Nominierung in der Kategorie Beste Toneffekte für Ein tollkühner Draufgänger